# IC 593
IC 593 је спирална галаксија у сазвјежђу Секстант која се налази на листи објеката дубоког неба у Индекс каталогу.
Деклинација објекта је - 2° 31' 36" а ректасцензија 10h 8m 18,0s. Привидна величина (магнитуда) објекта IC 593 износи 13,5 а фотографска магнитуда 14,4. IC 593 је још познат и под ознакама UGC 5469, MCG 0-26-21, CGCG 8-47, PGC 29482.